# SRM Jinhaishi M
SRM Jinhaishi M (金海狮 M) — минивэн, выпускающийся с 2022 года китайской автомобилестроительной компанией Shineray Group под брендом SRM. 
Компания SRM, ранее производившая минивэны Jinbei, является совместным предприятием Brilliance Auto Group и Dongfang Xinyuan (鑫源) Holdings (Oriental Shineray Holdings). 80% принадлежит Xinyuan Holdings, а 20% — дочерней компании Beijing North Industry. 

## Описание
Минивэн SRM Jinhaishi M, основанный на Jinbei Haixing X30, имеет почти идентичную заднюю часть, однако дизайн передней части идентичен SRM Jinhaishi. Автомобиль был запущен в производство в июле 2022 года. Вместимость составляет до 8 пассажиров.

## Технические характеристики
SRM Jinhaishi M оснащается 1,5-литровым бензиновым двигателем мощностью 112 л. с. или же 1,6-литровым бензиновым двигателем мощностью 120 л. с. Двигатели сочетаются в паре с пятиступенчатой механической трансмиссией.